# Jazz gala (DVD)
Jazz gala glazbeni je DVD na kojemu se nalaze snimke vrhunskih glazbenika koji su nastupili u B.P. Clubu Boška Petrovića, od njegovog otvaranja do 2005. godine. Objavljuje ga 9. siječnja 2006. diskografska kuća Croatia Records, a svoju promociju imao je u B.P. Clubu 15. siječnja iste godine.
Uz brojne vrhunske glazbenike, na materijalu su predstavljeni i Joe Pass, koji je 1. travnja 1988. godine svirao na otvorenju kluba, te Oscar Clein, koji DVD otvara najavom u kojoj želi dobrodošlicu posjetiocima kluba. Posebnost nastupa u B.P. Clubu dale su brojne suradnje glazbenika i spontane izvedbe, što podsjeća na vrhunce svjetske klupske jazz scene. Na materijalu je dokumentirana suradnja između Joea Passa s Boškom Petrovićem i Damirom Dičićem, Jasne Bilušić i Maria Lime, Petera Kinga i Johnnyja Griffina, te glazbenika koji su svirali uz Petrovićev sastav 'B.P. Club All Stars': Clarka Terryja, Scotta Hamiltona, Bodil Niske, kao i već spomenutih Kinga i Griffina. Kao bonus na DVD-u se nalaze fotografije poznatog fotografa Damila Kalogjere, koje su inače objavljene u monografiji "Welcom to the Club - 10 godina B.P. Cluba" iz 1998.
Objavljivanje ovog DVD-a prikazuje se značajno razdoblje hrvatske jazz scene, te Petrovićev veliki doprinos jazza u Zagrebu i Hrvatskoj. Ipak na njemu se nalazi samo dio nastupa velikih glazbenika u B.P. Clubu, dok izvedbe brojnih drugih izvođača poput Buddyja De Franca, Tootsa Thielemansa, Jamesa Newtona, Georgiea Famea, Marka Murphyja i drugih, nisu zabilježene video snimkom već samo u audio formatu koji je objavljen od izdavača 'Jazette Recordsa'.

## Povijest
Boško Petrović 1. travnja 1988. godine, u podrumu Tesline ulice na broju 7, za ljubitelje jazz glazbe, otvara B.P. Club. Na otvorenju kluba svirao je velikan svjetskog jazza, američki gitarista Joe Pass. Tokom vremena u klubu su nastupali mnogi veliki hrvatski glazbenici poput Arsena Dedića, Gabi Novak, Vice Vukova, Jasne Bilušić, Zdenke Kovačiček, a od mlađih glazbenika Nina Badrić, te brojni strani glazbenici kao što su John Lewis, Makoto Ozone, Kenny Drew, Dado Moroni, Mel Waldron, Hank Jones, Lou Levy, Fritz Pauer, Nat Pierce, Joe Pass, Herb Ellis, Mundell Lowe, Attila Zoller, Philip Chaterine, N.H.O. Pedersen, Marc Johnson, Richard Davis, Jimmy Woode, Monty Budwig, Ray Brown, Connie Kay, Alvin Queen, Ed Thigpen, Bobby Durham, Phylly Joe Jones, Art Taylor i mnogi drugi. Sve ove vrhunske glazbenike povezuje poznanstvo i prijateljstvo s Boškom Petrovićem.
Vremenom, zagrebački B.P. Club dobio je kultni status, kako od jazz glazbenika tako i od same publike. Međutim u velikoj količini snimljenih skladbi i nastupa, jedan dio materijal se nepovratno zagubio. Na žalost među trajno zagubljenim snimkama nalaze se i one od Joea Zawinula, Arta Farmera, Ronnieja Scotta, Tootsa Thielemansa, Herba Ellisa, Bobbyja Durhama, Johna Lewisa i drugih. Stoga Croatia Records 2006. godine objavljuje antologijski DVD na kojemu se nalaze nastupi svih velikih jazz glazbenika koji su prošli kroz klub u proteklih 18 godina.

## Popis pjesama
1. "Swingin'g The Blues (Oscar Klein Quartet)
2. "Najava" (Boško Petrović)
3. "There Will Never Be Another You" (Joe Pass)
4. "Manha De Carnival" (Joe Pass Trio)
5. "Bernie's Tune" (Joe Pass Trio)
6. "My Shinging Hour" (Kenny Drew Trio)
7. "Swinging Dich" (Clark Terry & B.P. Club All Stars)
8. "Aquq De Beber" (Jasna Bilušić & Mario Lima)
9. "Linha De Passe" (Katia & Boys From Brasil)
10. "Night & Day" (Scott Hamilton & B.P. Club All Stars)
11. "Blue & Sentimental" (Bodil Nikša & B.P. Club All Stars)
12. "It's You Or No One" (Gianni Basso Quartet)
13. "All The Things You Are" (P.King & J.Grifin & B.P. Club All Stars)
14. "Guys & Dolls (Martin Drew & New Jazz Couriers)
15. "Take Five" (Gezarov David)
16. "With Pain I Was Born" (Boško Petrović)
17. "Keka Kolo" (Boško Petrović)

### Bonus dodatak
1. 'Foto Galerija'
2. "Nuages" (Joe Pass Trio)

## Izvođači
- Oscar Klein Quartet
- Boško Petrović
- Joe Pass
- Kenny Drew Trio
- Clark Terry & B.P. Club All Stars
- Jasnia Bilušić & Mario Lima
- Katia & Boys from Brasil
- Scott Hamilton & B.P. Club All Stars
- Nikša Bodil & B.P. Club All Stars
- Gianni Basso Quartet
- P. King & J. Grifin & B.P. Club All Stars
- Martin Drew & New Jazz Couriers
- David Gazarov
- Bonus: Joe Pass Trio: Nuages

## Vanjske poveznice
- Muzika.hr[neaktivna poveznica] - Recenzija albuma